# آیین (فیلم ۲۰۲۵)
آیین (انگلیسی:The Ritual) یک فیلم ترسناک آمریکایی محصول سال ۲۰۲۵ به کارگردانی دیوید میدل با بازی آل پاچینو و دن استیونز است.

## خلاصه داستان
دو کشیش، یکی که ایمان خود را زیر سؤال می‌برد و دیگری در مورد گذشته‌ای پر دردسر، باید اختلافات خود را کنار بگذارند تا یک زن جوان تسخیر شده را از طریق یک سری جن‌گیری‌های دشوار و خطرناک نجات دهند.

## ساخت
فیلمبرداری در نچیز، میسیسیپی، در ژانویه ۲۰۲۴ آغاز شد.